# Rusksele
Rusksele – miejscowość (tätort) w Szwecji, w regionie administracyjnym (län) Västerbotten, w gminie Lycksele.
Według danych Szwedzkiego Urzędu Statystycznego liczba ludności wyniosła: 201 (31 grudnia 2015), 212 (31 grudnia 2018) i 214 (31 grudnia 2019).